# Henri Paret
Henri Paret (nascido em 28 de novembro de 1929) é um ex-ciclista francês. Ele terminou em último lugar no Tour de France 1952.